# 로셴
제과법인 로셴(우크라이나어: Кондитерська корпорація «Роше́н» 콘디테르스카 코르포라치야 로셴[*])은 우크라이나의 제과 제조 기업이다. 우크라이나 키이우, 이반키우, 크레멘추크, 헝가리 부다페스트, 리투아니아 클라이페다에 공장이 있다. 회사 이름은 소유주 페트로 포로셴코의 이름에서 따온 것이며, 포로셴코는 우크라이나의 제5대 대통령을 역임했다.
2012년 기준 로셴은 세계 18위 규모의 제과기업으로, 연간 생산량이 410,000 톤에 달했다. 제품을 카자흐스탄, 우즈베키스탄, 키르기스스탄, 아제르바이잔, 조지아, 아르메니아, 몰도바, 에스토니아, 헝가리, 폴란드, 라트비아, 미국, 캐나다, 독일, 루마니아, 핀란드, 이스라엘로 수출하고 있다. 원래 러시아에도 수출했고, 회사 매출의 40%가 대러시아 수출에서 나왔으나 2013년 7월 러시아에서 수입을 중단하며 판로가 막혔다. 2017년 『캔디 인더스트리』는 로셴을 세계 제과기업 규모 24위로 랭크하고 연간 수익을 8억 달러로 추산했다.